# Vicepresidente del Governo di Spagna
Il vicepresidente del governo di Spagna (in spagnolo: Vicepresidente del Gobierno de España) è la seconda figura più importante del Governo della Spagna. Il vicepresidente del governo, tradizionalmente, è di solito il ministro della Presidenza, il quale è a capo del Ministero della Presidenza, delle Relazioni con i tribunali e l'uguaglianza. È nominato, su proposta del Presidente del Governo, dal Re di Spagna, davanti al quale presta giuramento o promessa. Il suo mandato, come quello del resto del governo, è collegato a quello del presidente, cessando automaticamente non appena termina il mandato.
Attualmente ci sono tre vicepresidenti del governo spagnolo: María Jesús Montero, Yolanda Díaz e Sara Aagesen, nominati dal presidente del governo, Pedro Sánchez per il suo terzo governo.

## Regolamentazione

### Nomina
Nominato da regio decreto su proposta del presidente del governo, il vicepresidente è, tuttavia, oggetto di un decreto separato dagli altri membri del governo, prova della sua specificità nell'organismo governativo.

### Base giuridica
L'esistenza dei vicepresidenti è garantita dall'articolo 98 della Costituzione del 1978, che stabilisce che "il governo sarà composto dal presidente, se del caso, dai vicepresidenti, dai ministri e da altri membri, secondo quanto stabilito dalla legge" e dall'articolo 1 della legge sul governo (Ley del Gobierno).

### Funzione
Il vicepresidente esercita le funzioni assegnategli dal presidente del governo. Inoltre, ha la possibilità di detenere un portafoglio ministeriale. Infine, il vicepresidente (o il primo di essi) esercita temporaneamente le funzioni del presidente in caso di vacanza, assenza o malattia.

## Storia
Dall'inizio del periodo democratico del 1977, il numero dei vicepresidenti è variato da uno a tre a seconda dei governi succedutisi.
Il socialista Alfonso Guerra detiene, con quasi nove anni in carica, il record di longevità per la vicepresidenza del governo, mentre il governo di Leopoldo Calvo-Sotelo Bustelo è l'unico a non aver contato per un certo tempo, nessun vicepresidente. María Teresa Fernández de la Vega è stata la prima donna a detenere una posizione del genere.

## Lista dei primi vicepresidenti di Spagna

### Franchismo
- 1962-1967: Agustín Muñoz Grandes, militare
- 1967-1973: Luis Carrero Blanco, militare
- 1973-1974: Torcuato Fernández Miranda
- 1974-1975: José García Hernández

### Transizione spagnola
- 1975-1976: Fernando de Santiago y Díaz de Mendívil, militare
- 1975-1976: Manuel Fraga Iribarne
- 1975-1976: Juan Miguel Villar Mir

### Democrazia
| Legislatura             | Inizio           | Fine                       | Nome                                   | Partito      |
| ----------------------- | ---------------- | -------------------------- | -------------------------------------- | ------------ |
| Costituente (1977-1979) | 4 luglio 1977    | 5 aprile 1979              | Manuel Gutiérrez Mellado               | Militare     |
| I (1979-1982)           |                  |                            |                                        |              |
| 6 aprile 1977           | 26 febbraio 1981 | Manuel Gutiérrez Mellado   | Militare                               |              |
| 2 dicembre 1981         | 30 luglio 1982   | Rodolfo Martín Villa       | UCD                                    |              |
| 30 luglio 1982          | 2 dicembre 1982  | Juan Antonio García Díez   | UCD                                    |              |
| II (1982-1986)          | 3 dicembre 1982  | 25 luglio 1986             | Alfonso Guerra González                | PSOE         |
| III (1986-1989)         | 26 luglio 1986   | 6 dicembre 1989            | Alfonso Guerra González                | PSOE         |
| IV (1989-1993)          | 7 dicembre 1989  | 14 gennaio 1991            | Alfonso Guerra González                | PSOE         |
| IV (1989-1993)          | 12 marzo 1991    | 13 luglio 1993             | Narcís Serra i Serra                   | PSOE         |
| V (1993-1996)           | 14 luglio 1993   | 5 maggio 1996              | Narcís Serra i Serra                   | PSOE         |
| VI (1996-2000)          | 6 maggio 1996    | 27 aprile 2000             | Francisco Álvarez-Cascos               | PP           |
| VII (2000-2004)         | 28 aprile 2000   | 3 settembre 2003           | Mariano Rajoy Brey                     | PP           |
| VII (2000-2004)         | 3 settembre 2003 | 17 aprile 2004             | Rodrigo Rato Figaredo                  | PP           |
| VIII (2004-2008)        | 18 aprile 2004   | 14 aprile 2008             | María Teresa Fernández de la Vega Sanz | PSOE         |
| IX (2008-2011)          | 14 aprile 2008   | 20 ottobre 2010            | María Teresa Fernández de la Vega Sanz | PSOE         |
| IX (2008-2011)          | 20 ottobre 2010  | 12 luglio 2011             | Alfredo Pérez Rubalcaba                | PSOE         |
| IX (2008-2011)          | 12 luglio 2011   | 22 dicembre 2011           | Elena Salgado Méndez                   | PSOE         |
| X (2011-2015)           | 22 dicembre 2011 | 21 dicembre 2015           | Soraya Sáenz de Santamaría             | PP           |
| XI (2015-2016)          | 22 dicembre 2015 | 3 novembre 2016            | Soraya Sáenz de Santamaría             | PP           |
| XII-XIII (2016-2019)    |                  |                            |                                        |              |
| 4 novembre 2016         | 7 giugno 2018    | Soraya Sáenz de Santamaría | PP                                     |              |
| 7 giugno 2018           | 13 gennaio 2020  | Carmen Calvo Poyato        | PSOE                                   |              |
| XIV (2019-attuale)      | 13 gennaio 2020  | 12 luglio 2021             | Carmen Calvo Poyato                    | PSOE         |
| XIV (2019-attuale)      | 12 luglio 2021   | in carica                  | Nadia María Calviño Santamaría         | Indipendente |

## Elenco dei secondi vicepresidenti di Spagna

### Franchismo
- 1974: Antonio Barrera de Irimo
- 1974-1975: Rafael Cabello de Alba

### Transizione spagnola
- 1976-1977: Alfonso Osorio García

### Democrazia
| Legislatura             | Inizio              | Fine                   | Nome                          | Partito               |
| ----------------------- | ------------------- | ---------------------- | ----------------------------- | --------------------- |
| Costituente (1977-1979) | 4 luglio 1977       | 5 aprile 1979          | Enrique Fuentes Quintana      | UCD                   |
| I (1979-1982)           | 6 aprile 1979       | 9 settembre 1980       | Fernando Abril Martorell      | UCD                   |
| I (1979-1982)           | 9 settembre 1980    | 26 febbraio 1981       | Leopoldo Calvo-Sotelo Bustelo | UCD                   |
| I (1979-1982)           | 2 dicembre 1981     | 30 luglio 1982         | Juan Antonio García Díez      | UCD                   |
| II (1982-1986)          | 3 dicembre 1982     | 25 luglio 1986         | posizione inesistente         | posizione inesistente |
| III (1986-1989)         | 26 luglio 1986      | 6 dicembre 1989        | posizione inesistente         | posizione inesistente |
| IV (1989-1993)          | 7 dicembre 1989     | 13 luglio 1993         | posizione inesistente         | posizione inesistente |
| V (1993-1996)           | 14 luglio 1993      | 5 maggio 1996          | posizione inesistente         | posizione inesistente |
| VI (1996-2000)          | 6 maggio 1996       | 27 aprile 2000         | Rodrigo Rato Figaredo         | PP                    |
| VII (2000-2004)         | 28 aprile 2000      | 3 settembre 2003       | Rodrigo Rato Figaredo         | PP                    |
| VII (2000-2004)         | 3 settembre 2003    | 17 aprile 2004         | Javier Arenas Bocanegra       | PP                    |
| VIII (2004-2008)        | 18 aprile 2004      | 14 aprile 2008         | Pedro Solbes Mira             | PSOE                  |
| IX (2008-2011)          | 14 aprile 2008      | 7 aprile 2009          | Pedro Solbes Mira             | PSOE                  |
| IX (2008-2011)          | 7 aprile 2009       | 12 luglio 2011         | Elena Salgado Méndez          | PSOE                  |
| IX (2008-2011)          | 12 luglio 2011      | 22 dicembre 2011       | Manuel Chaves González        | PSOE                  |
| X (2011-2015)           | 22 dicembre 2011    | 21 dicembre 2015       | posizione inesistente         | posizione inesistente |
| XI (2015-2016)          | 22 de dicembre 2015 | 3 de novembre 2016     | posizione inesistente         | posizione inesistente |
| XII-XIII (2016-2019)    | 4 novembre 2016     | 13 gennaio 2020        | posizione inesistente         | posizione inesistente |
| XIV (2019-attuale)      |                     |                        |                               |                       |
| 13 gennaio 2020         | 31 marzo 2021       | Pablo Iglesias Turrión | Podemos                       |                       |
| 31 marzo 2021           | in carica           | Yolanda Díaz Pérez     | IU-PCE                        |                       |

## Elenco dei terzi vicepresidenti di Spagna

### Democrazia
| Legislatura             | Inizio           | Fine                    | Nome                     | Partito               |
| ----------------------- | ---------------- | ----------------------- | ------------------------ | --------------------- |
| Costituente (1977-1979) | 4 luglio 1977    | 5 aprile 1979           | Fernando Abril Martorell | UCD                   |
| I (1979-1982)           | 6 aprile 1979    | 30 luglio 1982          | posizione inesistente    | posizione inesistente |
| II (1982-1986)          | 3 dicembre 1982  | 25 luglio 1986          | posizione inesistente    | posizione inesistente |
| III (1986-1989)         | 26 luglio 1986   | 6 dicembre 1989         | posizione inesistente    | posizione inesistente |
| IV (1989-1993)          | 7 dicembre 1989  | 13 luglio 1993          | posizione inesistente    | posizione inesistente |
| V (1993-1996)           | 14 luglio 1993   | 5 maggio 1996           | posizione inesistente    | posizione inesistente |
| VI (1996-2000)          | 6 maggio 1996    | 27 aprile 2000          | posizione inesistente    | posizione inesistente |
| VII (2000-2004)         | 28 aprile 2000   | 17 aprile 2004          | posizione inesistente    | posizione inesistente |
| VIII (2004-2008)        | 18 aprile 2004   | 14 aprile 2008          | posizione inesistente    | posizione inesistente |
| IX (2008-2011)          | 14 aprile 2008   | 7 aprile 2009           | posizione inesistente    | posizione inesistente |
| IX (2008-2011)          | 7 aprile 2009    | 12 luglio 2011          | Manuel Chaves González   | PSOE                  |
| IX (2008-2011)          | 12 luglio 2011   | 22 dicembre 2011        | posizione inesistente    | posizione inesistente |
| X (2011-2015)           | 22 dicembre 2011 | 21 dicembre 2015        | posizione inesistente    | posizione inesistente |
| XI (2015-2016)          | 22 dicembre 2015 | 3 novembre 2016         | posizione inesistente    | posizione inesistente |
| XII (2016-2019)         | 4 novembre 2016  | 31 marzo 2021           | posizione inesistente    | posizione inesistente |
| XII (2019-attuale)      |                  |                         |                          |                       |
| 31 marzo 2021           | 12 luglio 2021   | Yolanda Díaz Pérez      | IU-PCE                   |                       |
| 12 luglio 2021          | in carica        | Teresa Ribera Rodríguez | PSOE                     |                       |